# Système photométrique UBV

Transmission de chaque filtre en fonction de la longueur d'onde

Le système photométrique UBV, appelé également système de Johnson (ou système de Johnson-Morgan), est un système photométrique à large bande pour classer les étoiles selon leurs couleurs. C'est le premier système photométrique photoélectrique standardisé. Les lettres U, B et V correspondent aux magnitudes ultraviolette, bleue et visible (ou verte), qui sont mesurées pour une étoile afin de la classer dans le système UBV. Le choix des couleurs à l'extrémité bleue du spectre est lié au biais que la pellicule photographique présente pour ces couleurs. Il fut introduit dans les années 1950 par les astronomes américains Harold Lester Johnson et William Wilson Morgan.
Les filtres sont choisis de façon que les longueurs d'onde moyennes des bandes spectrales soient de 364 nm pour U, 442 nm pour B et 540 nm pour V. Le point zéro des indices de couleur B-V et U-B a été défini pour être nul pour les étoiles de type A0 V non affectées par le rougissement interstellaire. Véga est l'une des étoiles qui a servi d'étalon primaire pour étalonner ce système de filtre.
Le système UBV a quelques imperfections. La longueur d'onde de coupure courte du filtre U est définie principalement par l'atmosphère terrestre plutôt que par le filtre lui-même. Donc, cette longueur d'onde (et les magnitudes observées) peuvent varier avec l'altitude et les conditions atmosphériques. Cependant un grand nombre de mesures ont été faites avec ce système, dont beaucoup d'étoiles brillantes.

## Extensions
Le système photométrique UBVRI Johnson-Kron-Cousins est une extension commune du système original de Johnson qui couvre des bandes spectrales plus rouges.